# Asrir
Asrir (en àrab اسرير, Asrīr; en amazic ⴰⵙⵔⵉⵔ) és una comuna rural de la província de Guelmim, a la regió de Guelmim-Oued Noun, al Marroc. Segons el cens de 2014 tenia una població total de 3.566 persones